# حفاظت ابنیه

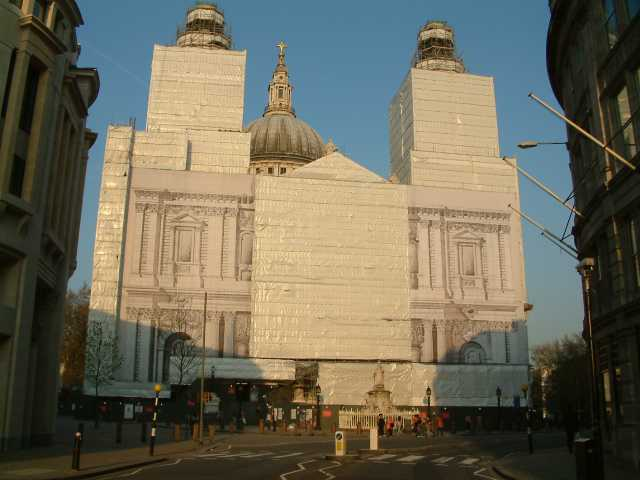
کلیسای جامع سنت پل لندن، روکشی برای نوسازی — تمیز کردن نمای خارجی.

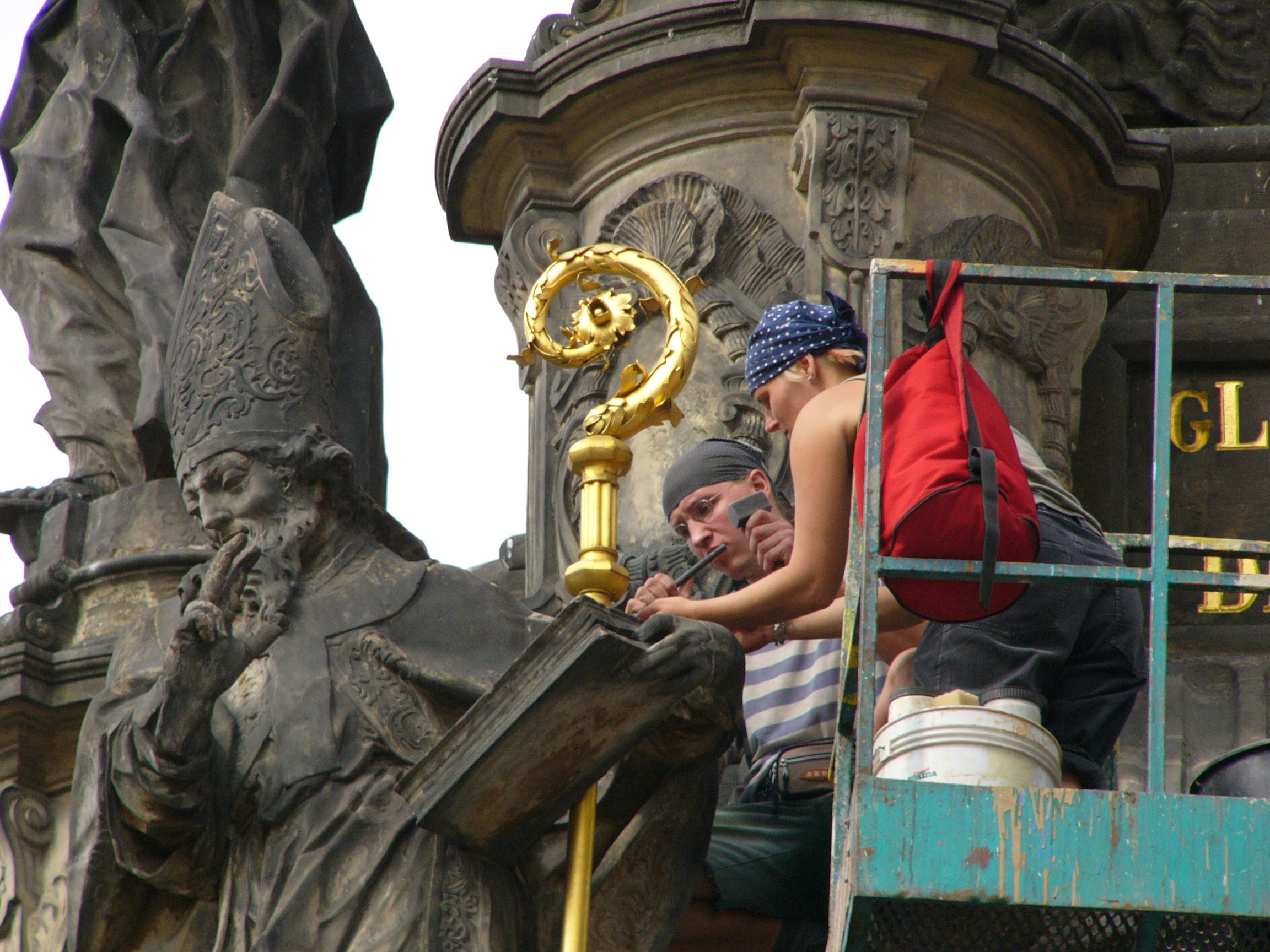
تجدید نظر و حفاظت از ستون تثلیث مقدس در اولوموتس (جمهوری چک) در سال ۲۰۰۶

حفاظت ابنیه روندی است که از طریق مداخلات برنامه‌ریزی شده؛ مواد و تاریخ و طراحی تمامیت میراث فرهنگی را تمدید می‌کند. فرد درگیر این حرفه به عنوان حافظ بنا شناخته شده‌است. تصمیم‌گیری برای کی و چگونه شرکت دادن دخالت ها؛ در حفاظت نهایی از اشیای غیرمنقول حیاطی هستند. در نهایت، تصمیم ارزشمند مبتنی است بر: ترکیبی از هنری، متنی، و ارزش اطلاعاتی به‌طور معمول در نظر گرفته شود. در برخی موارد تصمیم به عدم مداخله ممکن است مناسب‌ترین انتخاب باشد.

## تعاریف

### تعریف محدود
حفاظت معماری به مسائل مربوط به طولانی کردن عمر و حفظ تمامیت ارضی معماری آن مانند فرم و سبک و/یا مواد تشکیل دهنده آن مانند سنگ و آجر و شیشه و فلز و چوب می‌پردازد. این مفهوم، به اصطلاح «استفاده از ترکیب علم، هنر، صنعت، و فناوری به عنوان ابزار حرفه‌ای برای حفاظت» اشاره دارد و مربوط - و اغلب برابر - زمینه پدر و مادر خود؛ حفاظت از محیط تاریخی و حفاظت از هنراست.